# Умбуранас
Умбуранас (порт. Umburanas)  —  муниципалитет в Бразилии, входит в штат Баия. Составная часть мезорегиона Северо-центральная часть штата Баия. Входит в экономико-статистический микрорегион Сеньор-ду-Бонфин. Население составляет 16 036 человек на 2006 год. Занимает площадь 1812,741 км². Плотность населения — 8,8 чел./км².

## Статистика
- Валовой внутренний продукт на 2003 год составляет 18 892 777,00 реалов (данные: Бразильский институт географии и статистики).
- Валовой внутренний продукт на душу населения на 2003 год составляет 1245,82 реалов (данные: Бразильский институт географии и статистики).
- Индекс развития человеческого потенциала на 2000 год составляет 0,553 (данные: Программа развития ООН).

## География
Климат местности: тропический.